# Giovanni III di Baviera-Straubing
Giovanni III di Wittelsbach-Straubing detto lo Spietato (Le Quesnoy, 1374 – L'Aia, 6 gennaio 1425) è stato un vescovo cattolico tedesco, dapprima vescovo di Liegi (1390-1418) e quindi duca di Baviera-Straubing, conte d'Olanda e di Hainaut (1417-1425).

## Origine
Giovanni, secondo il continuatie IV della Chronologia Johannes de Beke era il figlio minore (il maschio terzogenito) del duca di Baviera, conte d'Olanda e Zelanda e conte d'Hainaut, Alberto I e della moglie, Margherita di Brieg, figlia di Ludovico I il Giusto e di sua moglie Agnese di Sagan (sia il matrimonio che la paternità sono confermati dal Scriptores rerum silesiacarum: oder, Sammlung schlesischer ..., Volume 1).
Alberto I era il figlio maschio terzogenito della contessa di Hainaut e contessa d'Olanda e di Zelanda, Margherita e del marito, il duca di Baviera, re di Germania e imperatore, Ludovico IV di Wittelsbach, detto il Bavaro: infatti secondo il continuatie III della Chronologia Johannes de Beke era fratello del conte, Guglielmo V, che, secondo il capitolo n° 81a della Chronologia Johannes de Beke Guglielmo era figlio della contessa di Hainaut e contessa d'Olanda e di Zelanda, Margherita e del marito, il duca di Baviera, re di Germania e imperatore, Ludovico IV di Wittelsbach, detto il Bavaro, figlio, secondo la Notæ Fuerstenfeldenses de Ducibus Bavariæ, del duca dell'Alta Baviera Ludovico II (il Severo) e di Matilde d'Asburgo.
Ancora secondo il capitolo n° 81a della Chronologia Johannes de Beke Margherita era la figlia femmina primogenita del conte di Hainaut e conte d'Olanda e di Zelanda, Guglielmo e della moglie Giovanna di Valois (1294-6 aprile 1342), la figlia terzogenita di Carlo di Valois e di Margherita d'Angiò, e come ci ricorda la Chronologia Johannes de Beke, era sorella del futuro re di Francia (1328) Filippo VI.
Tra i suoi fratelli e sorelle si ricordano Guglielmo VI, conte d'Olanda, Giovanna, regina di Boemia e di Germania, Giovanna Sofia, duchessa d'Austria e Margherita, contessa di Nevers, poi duchessa di Borgogna, contessa di Borgogna (Franca Contea), Artois e Fiandre.

## Biografia
Nel 1357, suo zio, il duca di Baviera, conte d'Olanda e Zelanda e conte d'Hainaut, Guglielmo, iniziò a mostrare i primi segni di squilibrio mentale, per tale ragione, suo padre, Alberto, allora ventiduenne, assunse la reggenza (reggente, o ruwaard in olandese) dell'Olanda e dell'Hainaut, come ci viene confermato dal continuatie III della Chronologia Johannes de Beke.
Alla morte di suo zio, Guglielmo, senza eredi legittimi, come conte d'Olanda, Zelanda e Hainaut e come duca di Baviera-Straubing, gli succedette suo padre Alberto I, come ci viene confermato dal continuatie III della Chronologia Johannes de Beke.
Giovanni, nel 1390, era diventato vescovo di Liegi
Alla morte del padre, Alberto, nel 1404, suo fratello il maschio primogenito, Guglielmo gli succedette in tutti i suoi titoli.
Nel 1408 le armate borgognone guidate dal cognato, il duca di Borgogna, Giovanni senza Paura (marito di Margherita) vennero in aiuto di Giovanni III nella sua battaglia contro i cittadini di Liegi, che erano in aperta rivolta. Nella battaglia di Othée, il 23 settembre 1408, la popolazione di Liegi venne decisamente sconfitta, e l'influenza borgognona si stabilì anche nella città di Liegi. Le successive esecuzioni dei rivoltosi fecero guadagnare a Giovanni l'appellativo di spietato.
Suo fratello, Guglielmo fece testamento in favore della figlia Giacomina, prima della propria morte, che lo colse nel castello di Bouchain, il 30 maggio 1417 e fu sepolto a Valenciennes; la morte di Guglielmo (domini ducis Willelmi Bavarie et Hanonie comitis) ci viene confermata dal Ex Necrologio Sanctæ Waldetrudis il 31 di maggio (pridie kal. Iuni).
Giovanni III, che già in precedenza aveva rinunciato alla carriera ecclesiastica, abbandonò il vescovato quando sua nipote Jacqueline divenne contessa d'Olanda e Hainaut e duchessa di Baviera-Straubing nel 1417. Con l'aiuto del principe elettore di Brandeburgo, re d'Ungheria, re di Croazia, rex Romanorum e futuro re di Boemia e imperatore del Sacro Romano Impero, Sigismondo di Lussemburgo (lo zio della moglie di Giovanni III, Elisabetta di Lussemburgo, sposata nel 1418), Giovanni III iniziò subito una guerra civile contro Jacqueline ed il suo giovane marito, il duca Giovanni IV di Brabante, figliastro di Elisabetta di Lussemburgo e nipote di Giovanni di Borgogna.
Giovanni III venne inoltre supportato dalla città di Dordrecht e dal duca Filippo il Buono di Borgogna, che nel 1419 era succeduto al padre, Giovanni senza Paura. L'assedio di Dordrecht del 1419 non ebbe successo, perciò Giovanni IV di Brabante si accordò per una pace con Giovanni III. Giovanni IV di Brabante a nome di Jacqueline stessa, alla fine rinunciò all'Olanda ed all'Hainaut e lasciò il governo a Giovanni III di Baviera, che venne però avvelenato nel 1425; secondo la Histoire ecclésiastique et civile du duché de Luxembourg et comté ..., Volume 7, Giovanni III fu avvelenato il 6 gennaio 1424, durante un'operazione militare e fu sepolto a L'Aia.

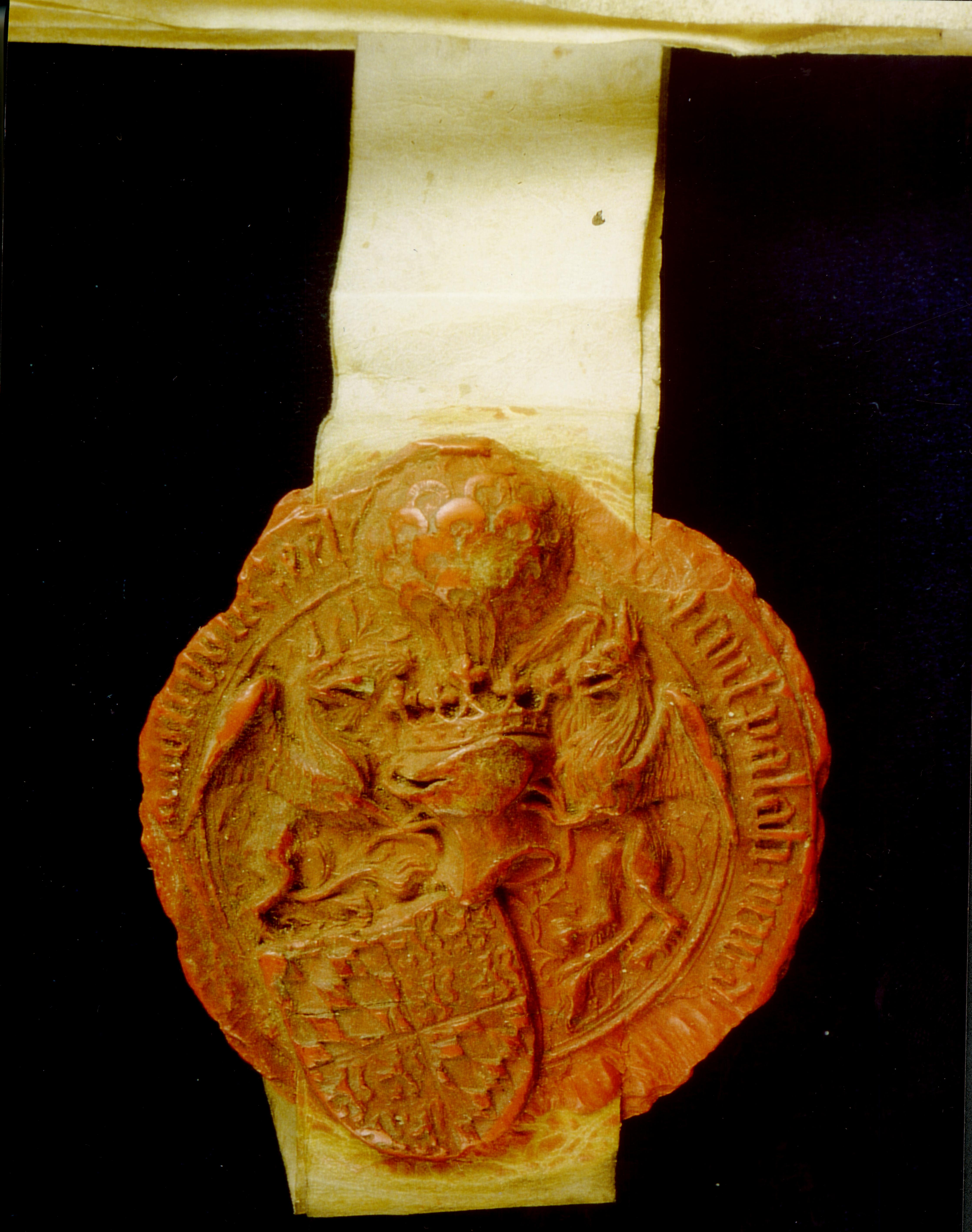
Sigillo di Giovanni III

Sua nipote Jacqueline, che era fuggita in Inghilterra nel 1420 ed aveva sposato fratello del re d'Inghilterra, Umfredo Plantageneto, duca di Gloucester, non poté ereditare tali territori a lungo, e gran parte dei suoi domini vennero divisi tra i ducati bavaresi.
Giovanni di Baviera venne ricordato per la ricchezza della sua corte e tra gli artisti a cui commissionò splendide opere si ricorda Jan van Eyck.

## Matrimonio e discendenza
Nel 1418, Giovanni III sposò Elisabetta di Lussemburgo (1390 - 1451), che, secondo la Histoire ecclésiastique et civile du duché de Luxembourg et comté ..., Volume 7, era l'unica figlia del duca di Görlitz, Giovanni, e della moglie, Riccarda Caterina di Meclemburgo, figlia del re di Svezia e duca di Meclemburgo-Schwerin, Alberto di Meclemburgo e di Riccarda di Schwerin; Elisabetta era la vedova di Antonio di Borgogna, a cui aveva dato due figli (uno morto di pochi mesi ed il secondo nato morto).
Giovanni da Elisabetta non ebbe figli.
Giovanni da alcune amanti di cui non conosciamo né il nome né gli ascendenti ebbe quattro figli illegittimi

## Ascendenza
|                                   |                         |                                  | Genitori                         |  |  | Nonni |  |  | Bisnonni                   |  |  | Trisnonni            |  |
|                                   |                         |                                  |                                  |  |  |       |  |  | Ludovico II del Palatinato |  |  | Ottone II di Baviera |  |
|                                   |                         |                                  |                                  |  |  |       |  |  | Ludovico II del Palatinato |  |  | Ottone II di Baviera |  |
|                                   |                         | Agnese del Palatinato            |                                  |  |  |       |  |  | Ludovico II del Palatinato |  |  |                      |  |
| Ludovico il Bavaro                |                         |                                  |                                  |  |  |       |  |  | Ludovico II del Palatinato |  |  |                      |  |
|                                   |                         | Matilde d'Asburgo                | Rodolfo I d'Asburgo              |  |  |       |  |  |                            |  |  |                      |  |
|                                   |                         | Matilde d'Asburgo                | Rodolfo I d'Asburgo              |  |  |       |  |  |                            |  |  |                      |  |
|                                   |                         | Matilde d'Asburgo                | Gertrude di Hohenberg            |  |  |       |  |  |                            |  |  |                      |  |
| Alberto I di Baviera              |                         | Matilde d'Asburgo                |                                  |  |  |       |  |  |                            |  |  |                      |  |
|                                   |                         | Guglielmo I di Hainaut           | Giovanni I di Hainaut            |  |  |       |  |  |                            |  |  |                      |  |
|                                   |                         | Guglielmo I di Hainaut           | Giovanni I di Hainaut            |  |  |       |  |  |                            |  |  |                      |  |
|                                   |                         | Guglielmo I di Hainaut           | Filippa di Lussemburgo           |  |  |       |  |  |                            |  |  |                      |  |
| Margherita II di Hainaut          |                         | Guglielmo I di Hainaut           |                                  |  |  |       |  |  |                            |  |  |                      |  |
|                                   |                         | Giovanna di Valois               | Carlo di Valois                  |  |  |       |  |  |                            |  |  |                      |  |
|                                   |                         | Giovanna di Valois               | Carlo di Valois                  |  |  |       |  |  |                            |  |  |                      |  |
|                                   |                         | Giovanna di Valois               | Margherita d'Angiò               |  |  |       |  |  |                            |  |  |                      |  |
| Giovanni III di Baviera-Straubing |                         | Giovanna di Valois               |                                  |  |  |       |  |  |                            |  |  |                      |  |
|                                   | Boleslao III il Prodigo | Enrico V il Grasso               |                                  |  |  |       |  |  |                            |  |  |                      |  |
|                                   | Boleslao III il Prodigo | Enrico V il Grasso               |                                  |  |  |       |  |  |                            |  |  |                      |  |
|                                   | Boleslao III il Prodigo | Elisabetta di Kalisz             |                                  |  |  |       |  |  |                            |  |  |                      |  |
| Ludovico I il Giusto              | Boleslao III il Prodigo |                                  |                                  |  |  |       |  |  |                            |  |  |                      |  |
|                                   |                         | Margherita di Boemia             | Venceslao II di Boemia           |  |  |       |  |  |                            |  |  |                      |  |
|                                   |                         | Margherita di Boemia             | Venceslao II di Boemia           |  |  |       |  |  |                            |  |  |                      |  |
|                                   |                         | Margherita di Boemia             | Guta d'Asburgo                   |  |  |       |  |  |                            |  |  |                      |  |
| Margherita di Brieg               |                         | Margherita di Boemia             |                                  |  |  |       |  |  |                            |  |  |                      |  |
|                                   |                         | Enrico IV il Fedele              | Enrico III di Głogów             |  |  |       |  |  |                            |  |  |                      |  |
|                                   |                         | Enrico IV il Fedele              | Enrico III di Głogów             |  |  |       |  |  |                            |  |  |                      |  |
|                                   |                         | Enrico IV il Fedele              | Matilde di Brunswick-Lüneburg    |  |  |       |  |  |                            |  |  |                      |  |
| Agnese di Sagan                   |                         | Enrico IV il Fedele              |                                  |  |  |       |  |  |                            |  |  |                      |  |
|                                   |                         | Matilde di Brandeburgo-Salzwedel | Ermanno di Brandeburgo-Salzwedel |  |  |       |  |  |                            |  |  |                      |  |
|                                   |                         | Matilde di Brandeburgo-Salzwedel | Ermanno di Brandeburgo-Salzwedel |  |  |       |  |  |                            |  |  |                      |  |
|                                   |                         | Matilde di Brandeburgo-Salzwedel | Anna d'Asburgo                   |  |  |       |  |  |                            |  |  |                      |  |
|                                   |                         | Matilde di Brandeburgo-Salzwedel |                                  |  |  |       |  |  |                            |  |  |                      |  |

### Fonti primarie
- (LA)  Monumenta Germaniae Historica, Scriptores, tomus XXI.
- (LA)  Monumenta Germaniae Historica, Scriptores, tomus XXIV.
- (LA)  Monumenta Germaniae Historica, Scriptores, tomus XXV.
- (LA)  Chronologia Johannes de Bek.
- (LA)  Scriptores rerum silesiacarum: oder, Sammlung schlesischer ..., Volume 1
- (LA)  Chronicon Bohemicum Anonymi, Scriptores Rerum Bohemicarum, Tomus II

### Letteratura storiografica
- (FR)  Histoire de la maison royale de France et des grands officiers de la Couronne.
- W.T. Waugh, "Germania: Ludovico il Bavaro", cap. IX, vol. VI (Declino dell'impero e del papato e sviluppo degli stati nazionali) della Storia del Mondo Medievale, 1999, pp. 372–400.
- W.T. Waugh, "Germania: Carlo IV", cap. X, vol. VI (Declino dell'impero e del papato e sviluppo degli stati nazionali) della Storia del Mondo Medievale, 1999, pp. 401–422.
- Alexander Bruce Boswell, "l'ordine teutonico", cap. XIII, vol. VI (Declino dell'impero e del papato e sviluppo degli stati nazionali) della Storia del Mondo Medievale, 1999, pp. 501–530.
- Henry Pirenne, "I Paesi Bassi", cap. XII, vol. VII (L'autunno del Medioevo e la nascita del mondo moderno) della Storia del Mondo Medievale, 1999, pp. 411–444.
- (FR)  #ES Histoire ecclésiastique et civile du duché de Luxembourg et comté ..., Volume 7.